# Titahia birminica
Titahia birminica är en ringmaskart som beskrevs av U Thein 1975. Titahia birminica ingår i släktet Titahia, klassen havsborstmaskar, fylumet ringmaskar och riket djur. Inga underarter finns listade i Catalogue of Life.